# Schwartza pomysły na życie
Schwartza pomysły na życie (ang. Inside Schwartz, 2001–2002) – amerykański serial komediowy stworzony przez Stephena Engela. Wyprodukowany przez 20th Century Fox Television i National Broadcasting Company.
Jego światowa premiera odbyła się 27 września 2001 roku na kanale NBC. Miało zostać wyemitowane 13 odcinków, ale zostało wyemitowanych 9 odcinków. Ostatni odcinek został wyemitowany 3 stycznia 2002 roku. W Polsce serial nadawany był na kanale TV4.

## Obsada
- Breckin Meyer jako Adam Schwartz
- Maggie Lawson jako Eve Morris
- Rebecca Gayheart jako Nadia
- Richard Kline jako Gene Schwartz
- Miriam Shor jako Julie Hermann
- Bryan Callen jako David Cobert
- Dondre Whitfield jako William Morris
- Jennifer Irwin jako Emily Cobert

## Spis odcinków
| N/o            | Tytuł angielski                                  |
| -------------- | ------------------------------------------------ |
|                |                                                  |
| SERIA PIERWSZA |                                                  |
|                |                                                  |
| 01             | Pilot                                            |
|                |                                                  |
| 02             | Let's Go to the Videotape                        |
|                |                                                  |
| 03             | The Pinch Hitter                                 |
|                |                                                  |
| 04             | Event Night                                      |
|                |                                                  |
| 05             | Comic Relief Pitcher                             |
|                |                                                  |
| 06             | Roommates                                        |
|                |                                                  |
| 07             | Play-Action Fake Boyfriend                       |
|                |                                                  |
| 08             | Eve's Date with Schwartz's Destiny               |
|                |                                                  |
| 09             | Kissing Cousin                                   |
|                |                                                  |
| 10             | It's All in the Footwork                         |
|                |                                                  |
| 11             | Service, Schwartz (a.k.a. Service, Mr. Schwartz) |
|                |                                                  |
| 12             | Bless Me Father, For I Have Fired You            |
|                |                                                  |
| 13             | He Ain't Funny, He's My Brother                  |
|                |                                                  |